# إن للعبد خالقا
إن للعبد خالقاً هو كتاب لأبي بكر الرازي  يتحدث فيه عن العقيدة والعلوم الإسلامية، واتهم بالزندقة بعد كتابة هذا الكتاب. تم انتقاد آرائه الجريئة في نقد الدين من طرف العديد من العلماء والمفكرين من بينهم ابن سينا الذي يعتبر عند البعض فيلسوفا مسلما بينما اعتبره بعض رجال الدين المسلمين كافرا كأبي حامد الغزالي وابن تيمية و مصدر كل هذه الإقتباسات هو مؤلف واحد لكاتبة ملحدة تدعى جنيفر مايكل هيشت فهذا الكتاب به شبهة بان يكون لابو بكر الرازي وذلك لكثرة من تسمى بهذا الاسم و ايضا لانكار المؤرخين العرب مثل الدكتور راغب السرجاني هذا لأن سند الكتاب الى ابو بكر الرازي ضعيف ولم يذكر بين العلماء المسلمين الذين عاصروه 